# 라쯔지
라쯔지(중국어 간체자: 辣子鸡, 정체자: 辣子雞, 병음: làzǐ jī) 또는 라쯔지딩(중국어 간체자: 辣子鸡丁, 정체자: 辣子雞丁, 병음: làzǐ jīdīng)는 쓰촨식 닭고기 요리이다. 한국식 중국 음식인 라조기의 원형이 되는 음식이기도 하다. 튀긴 닭고기를 고추, 더우반장, 화자오, 마늘, 생강 등과 함께 기름에 볶아 만든다. 마지막에 대파를 넣고 참깨를 뿌려 낸다.

가장 쫀득한 부위인 닭다리만 조각조각 뼈째로 잘라 건고추와 화자오를 넣어 맵고 얼얼하게 튀긴 것이다. 라즈지에는 닭고기보다 건고추가 월등히 많아 고추 속에 숨은 닭고기를 찾아 먹는 재미가 쏠쏠하다. 쓰촨 러산(乐山)지역에서 만들어진 라즈지는 중국 전역으로 퍼지며 유명세를 떨친 요리이다.
중국 쓰촨성 충칭시의 거러산 근처에서 처음 만들어졌다고 여겨진다.
사실 중화요릿집에서 판매하는 라조기는 중국의 라쯔지를 한국인의 입맛에 맞게 매운맛을 중화한 버전으로 만들어진 음식이다. 중국식 '충칭 라즈지'는 맵고 얼얼한 맛이 훨씬 강해 매운 맛을 즐기지 않는 사람들에게는 진입 장벽이 살짝 높다. 우리 나라에선 라조기라는 이름으로 더 친숙하지만, 대륙의 매운 맛을 보고 싶다면 충칭라즈지를 먹어 보라.

## 같이 보기
- 궁바오지딩